# تريغفه براتلي
تريغفه براتلي (بالنرويجية: Trygve Bratteli)‏ (11 يناير 1910 – 20 نوفمبر 1984) هو سياسي نرويجي من حزب العمال ورئيس وزراء النرويج لفترتين 1971–1972 و1973–1976.

## روابط خارجية
- تريغفه براتلي على موقع IMDb (الإنجليزية)
- تريغفه براتلي على موقع الموسوعة البريطانية (الإنجليزية)
- تريغفه براتلي على موقع مونزينجر (الألمانية)